# 15294 Underwood
15294 Underwood eller 1991 VD5 är en asteroid i huvudbältet som upptäcktes den 7 november 1991 av de båda amerikanska astronomerna Carolyn S. Shoemaker och David H. Levy vid Palomar-observatoriet. Den är uppkallad efter Lynn Underwood.
Asteroiden har en diameter på ungefär 3 kilometer.